# Krabi (Varstu)
Krabi – wieś w Estonii, w prowincji Võru, w gminie Varstu.